# Comuna Păcureți, Prahova
Păcureți este o comună în județul Prahova, Muntenia, România, formată din satele Bărzila, Curmătura, Matița, Păcureți (reședința) și Slavu.

## Așezare
Comuna Păcureți se află în partea central-estică județului, în Subcarpații de Curbură. Este traversată de șoseaua județeană DJ231, care o leagă spre sud de Bălțești și spre vest de Măgurele (unde se termină în DN1A). Prin estul comunei, prin satul Matița, trece și șoseaua județeană DJ100M, care leagă comuna spre sud de Podenii Noi și spre nord de Cărbunești.

## Demografie
Componența etnică a comunei Păcureți
     Români (89,51%)
     Alte etnii (0%)
     Necunoscută (10,49%)
Componența confesională a comunei Păcureți
     Ortodocși (89,22%)
     Alte religii (0,29%)
     Necunoscută (10,49%)
Conform recensământului efectuat în 2021, populația comunei Păcureți se ridică la 1.754 de locuitori, în scădere față de recensământul anterior din 2011, când fuseseră înregistrați 2.149 de locuitori. Majoritatea locuitorilor sunt români (89,51%), iar pentru 10,49% nu se cunoaște apartenența etnică. Din punct de vedere confesional, majoritatea locuitorilor sunt ortodocși (89,22%), iar pentru 10,49% nu se cunoaște apartenența confesională.

## Politică și administrație
Comuna Păcureți este administrată de un primar și un consiliu local compus din 11 consilieri. Primarul, Ionuț-Georgian Voicu[*], de la Partidul Național Liberal, este în funcție din 1 noiembrie 2024. Începând cu alegerile locale din 2024, consiliul local are următoarea componență pe partide politice:
|  | Partid                          | Consilieri | Componența Consiliului | Componența Consiliului | Componența Consiliului | Componența Consiliului |
|  | ------------------------------- | ---------- | ---------------------- | ---------------------- | ---------------------- | ---------------------- |
|  | Partidul Național Liberal       | 4          |                        |                        |                        |                        |
|  | Alianța pentru Unirea Românilor | 3          |                        |                        |                        |                        |
|  | Partidul Social Democrat        | 3          |                        |                        |                        |                        |
|  | Partidul Români pentru România  | 1          |                        |                        |                        |                        |

## Istorie
La sfârșitul secolului al XIX-lea, comuna era formată din satele Păcureți și Matița și făcea parte din plasa Podgoria a județului Prahova. În comună era o școală înființată în 1864 și frecventată de 86 de elevi (din care 15 fete) și două biserici — una în Matița, construită în 1800, și una în Păcureți, datând din 1807. În perioada interbelică, Anuarul Socec consemnează și satele Slavu și Bărzila și o populație de 2612 locuitori. În 1931, era alcătuită din satele Bărzila, Matița, Păcureți, Nucet și Slavu.
În 1950, a fost arondată raionului Teleajen din regiunea Prahova și apoi, din 1952, din regiunea Ploiești. În 1968, a devenit comună a județului Prahova, în actuala compoziție, satul Nucet fiind transferat comunei Gornet.

## Personalități
- Dumitru Balalia (1911 - 1993), demnitar comunist